# Escola de Química da Universidade Federal do Rio de Janeiro
A Escola de Química (EQ) da Universidade Federal do Rio de Janeiro (UFRJ), é a instituição responsável por ministrar os cursos de engenharia química, engenharia de alimentos, engenharia de bioprocessos e química industrial, sendo considerada uma das melhores escolas para os mesmos. No Sisu de 2014, o curso de Engenharia Química teve a segunda maior nota de corte dentre todos os cursos da UFRJ, atrás apenas do curso de Medicina, que teve maior nota no Brasil. Está localizada no bloco E do prédio do Centro de Tecnologia (CT), na Cidade Universitária, Rio de Janeiro, e possui laboratórios, também, em outras dependências.

## História
A origem da Escola de Química confunde-se com o início do ensino especializado da Química no Brasil, cujas raízes podem ser identificadas antes mesmo de terminar a Primeira Guerra Mundial.
Neste período vários cientistas franceses e ingleses clamavam contra o atraso dos conhecimentos químicos em seus países, em face do desenvolvimento alemão, especialmente em assuntos de química orgânica.
Essas advertências propagaram-se pelo mundo inteiro através de livros e revistas e repercutiram nos meios intelectuais brasileiros.
Em fins de 1911, aparecia no Congresso Brasileiro, por iniciativa do Ministro da Agricultura, Ildefonso Simões Lopes, o projeto criando nove cursos de Química Industrial, entre os quais o Curso de Química Industrial Agrícola, anexo à Escola Superior de Agricultura na Alameda São Boaventura, em Niterói, e que viria a ser embrião da atual Escola de Química.
Foi somente em 1933, sendo o Ministro da Agricultura o General Juarez Távora, que foi criada a Escola Nacional de Química, subordinada à Diretoria Geral de Produção Mineral do Ministério da Agricultura.
O Decreto lei de sua criação e regulamentação, nº 23.016, de 28 de julho de 1933, foi baseado num projeto redigido a convite do Ministro, pelo Professor Freitas Machado, que veio a ser o 1º Diretor da Escola, iniciando o Curso de Química Industrial.
Em 1944 teve início, por parte de professores e alunos da Escola, uma campanha de criação do Curso de Engenharia Química, com intenção de adaptar o ensino às necessidades do País.
A partir de 1952, a Escola de Química passou a ministrar o Curso de Engenharia Química, concomitantemente com o de Química Industrial.
Em novembro de 1965, com a mudança do nome da Universidade do Brasil para Universidade Federal do Rio de Janeiro (UFRJ), a Escola Nacional de Química passou a denominar-se Escola de Química e a integrar o Centro de Tecnologia desta Instituição de Ensino Superior.
Com a implantação da Reforma Universitária (1968-1970) e a subsequente mudança para a IIha do Fundão (1973-1974), a Escola de Química sofreu substancial modificação. As antigas cadeiras do ensino básico e fundamental foram desligadas da Escola e incorporadas aos Institutos do Centro de Ciências Matemáticas e da Natureza.
A Escola de Química sempre esteve atenta a demanda da sociedade, adaptando a sua estrutura curricular às necessidades tecnológicas da Indústria Química. Nas décadas de 50/60, com o apelo desenvolvimentista da petroquímica (Fabor, Cubatão), e em seguida da criação da PETROBRAS e da PETROQUISA (RJ), houve modificação do currículo, visando sua modernização através da formação de profissionais capacitados para enfrentar os avanços tecnológicos da época.
Periodicamente a Escola reavalia sua estrutura curricular, visando introduzir modificações de forma a adaptá-la às realidades do Parque Industrial Brasileiro.
Em 1973 o Curso de Química Industrial foi desativado, passando a Escola oferecer somente o Curso de Engenharia Química, tendo em vista a necessidade de um maior número de profissionais de Engenharia Química para atender à implantação dos Polos Petroquímicos.
Na década de 80, manteve sua atitude de exportadora de profissionais para o Pólo de Triunfo, introduzindo disciplinas obrigatórias como o Estágio, a Engenharia do Meio Ambiente e os Setores da Indústria Química Orgânica, onde passou a abordar os setores industriais vigentes no país, como: a Petroquímica e Química Fina. Foram também introduzidas as disciplinas: Projeto Final de Curso, explorando a visão multidisciplinar da Engenharia Química e a disciplina Gestão Tecnológica fornecendo aos alunos as noções de qualidade, aumento de produtividade e a importância do caráter empreendedor.
Nesta mesma década, com a vertente da Indústria para o Setor de Química Fina, novamente a Escola foi chamada a reativar seu Curso de Química Industrial, visando a atender às pequenas e médias empresas. No entanto, face a conjuntura econômica e as constantes mudanças de política industrial, somadas a burocracia universitária, o Curso de Química Industrial só pode ser reativado em 1996.
A Escola de Química ingressou na década de 90, atendendo a demanda e atuando de maneira relevante nas atividades experimentais, quer a nível de bancada, quer a nível piloto nos seus quatro Departamentos: Engenharia Química, Engenharia Bioquímica, Processos Orgânicos e Processos Inorgânicos, a fim de conferir na formação do seu corpo discente a mentalidade do desenvolvimento e otimização de processos.
Em sintonia com os novos paradigmas de atuação, nossa Escola ampliou o leque de disciplinas optativas, passando também a oferecer: Comercialização e Marketing, com estreita colaboração de Ex-Alunos atuantes no Setor Produtivo.
No que tange às atividades de Pós-Graduação a Escola iniciou, em 1965, seu Curso de Mestrado em Tecnologia de Processos Químicos e Bioquímicos numa ação conjunta dos Departamentos de Processos Orgânicos e de Engenharia Bioquímica.
A partir de 1971, passou a se dedicar somente ao Mestrado em Tecnologia de Processos Bioquímicos, tendo criado, em 1988, seu Programa de Doutorado.
Em 1993, após ter investido fortemente na capacitação de seu corpo docente, nossa Escola reestruturou seu Curso de Pós-graduação, ampliando-o para Mestrado e Doutorado em Tecnologia de Processos Químicos e Bioquímicos.
A Escola de Química, com seu histórico de formação de seus profissionais, com um forte alicerce acadêmico, mas também suportado por um forte relacionamento com a área industrial, está mais do que nunca consciente de seu papel no Brasil, sob a liderança de várias gerações de diretores. 

## Graduação
A Escola de Química oferece os seguintes cursos de graduação:
- Química Industrial (desde 1933)
- Engenharia Química (desde 1953)
- Engenharia de Alimentos (desde 2004)
- Engenharia de Bioprocessos (desde 2004)

A EQ, em conjunto com o Instituto de Bioquímica Médica (IBqM), também oferece o curso de Biotecnologia no Polo Avançado de Xerém (desde 2010).

## Pós-graduação
O Programa de Pós-Graduação em Engenharia de Processos Químicos e Bioquímicos - EPQB - tem como objetivo a formação de profissionais de alta qualificação, em nível de mestrado e de doutorado, habilitados a realizar pesquisas que contribuam para o desenvolvimento, aperfeiçoamento e avaliação sistemática de processos e produtos. A natureza multidisciplinar destas atividades se reflete na diversidade de áreas existentes no Programa, englobando pesquisas de natureza experimental, teórica e computacional. O EPQB oferece tradicionalmente os Cursos de Mestrado Acadêmico e Doutorado.Aprovado por todas as instâncias acadêmicas da UFRJ e pela CAPES, foi criado em Fevereiro de 2008 o Curso de Mestrado Profissional em Engenharia de Biocombustíveis e Petroquímica.
O seu Corpo Docente tem um amplo espectro de interesses e competências, o que constitui uma das singularidades do Programa, e promove o desenvolvimento de pesquisas multidisciplinares, envolvendo diferentes grupos. No cenário nacional, o Programa se destaca por concentrar um dos maiores quadros de Doutores em Engenharia Química do País. O corpo docente do Programa conta, atualmente, com 42 Docentes Permanentes, 7 Docentes Colaboradores incorporados em 2010 (no triênio 2007-2009 houve 10 Docentes Colaboradores), além de participações eventuais em atividades de co-orientação de Professores externos ao Programa e de profissionais da Iniciativa Privada. Para a realização das pesquisas, está disponível uma vasta infraestrutura laboratorial, computacional e de bibliotecas.
Até Dezembro de 2009, o Programa formou 507 mestres e 154 doutores, números expressivos no cenário brasileiro. Atualmente, conta com 277 alunos de Mestrado Acadêmico, 48 alunos de Mestrado Profissional (primeira turma iniciou em março de 2009) e 154 alunos de Doutorado. De acordo com a avaliação da CAPES (Ministério da Educação), o Programa é um dos cinco melhores de pós-graduação na área de Engenharia Química no país (Conceito 6 na última avaliação). Diversos grupos são apoiados pelos Programas PADCT, CTPETRO-FINEP e CNPq e por convênios com empresas privadas e estatais..

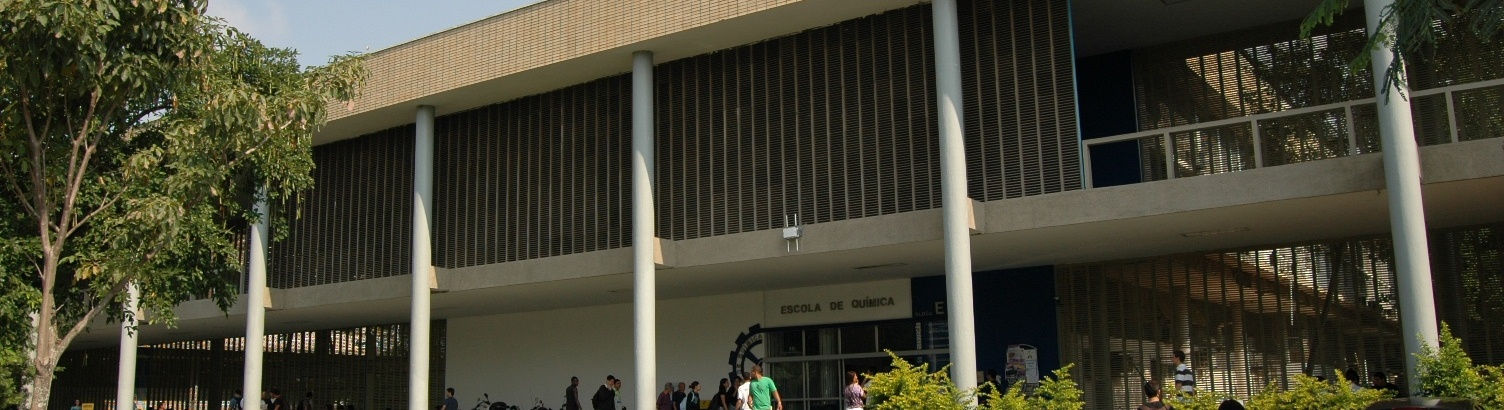
Panorama da Escola de Química, situada no bloco E do Centro de Tecnologia.

## Eventos

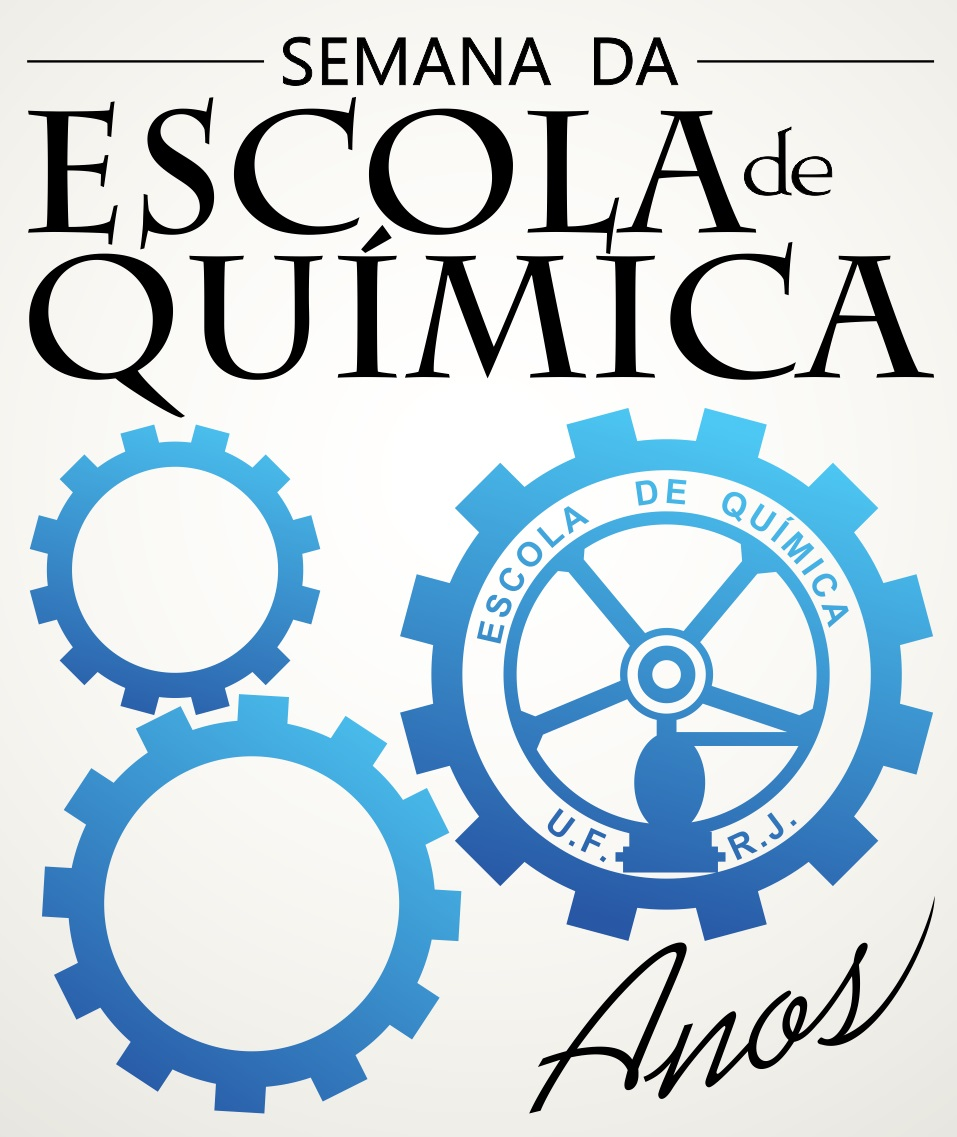
Identidade visual da 80ª Semana da Escola de Química, ocorrida em 2013

O mais importante dos eventos da EQ é a Semana da Escola de Química (SEQ), uma das semanas acadêmicas mais tradicionais do Brasil. A SEQ acontece sempre em setembro e marca a comemoração da fundação da Escola Nacional de Química em setembro de 1933. Um dos eventos que ocorrem em decorrência da SEQ é o Prata da Casa, evento no qual alunos, ex-alunos e funcionários podem se presentar, que ocorre após a Abertura da Semana. Ao longo da semana são ministrados diversos minicursos relacionados aos 4 cursos de graduação da EQ. O encerramento da SEQ se dá com o Baile da Escola de Química.

## Ex-Alunos Notáveis

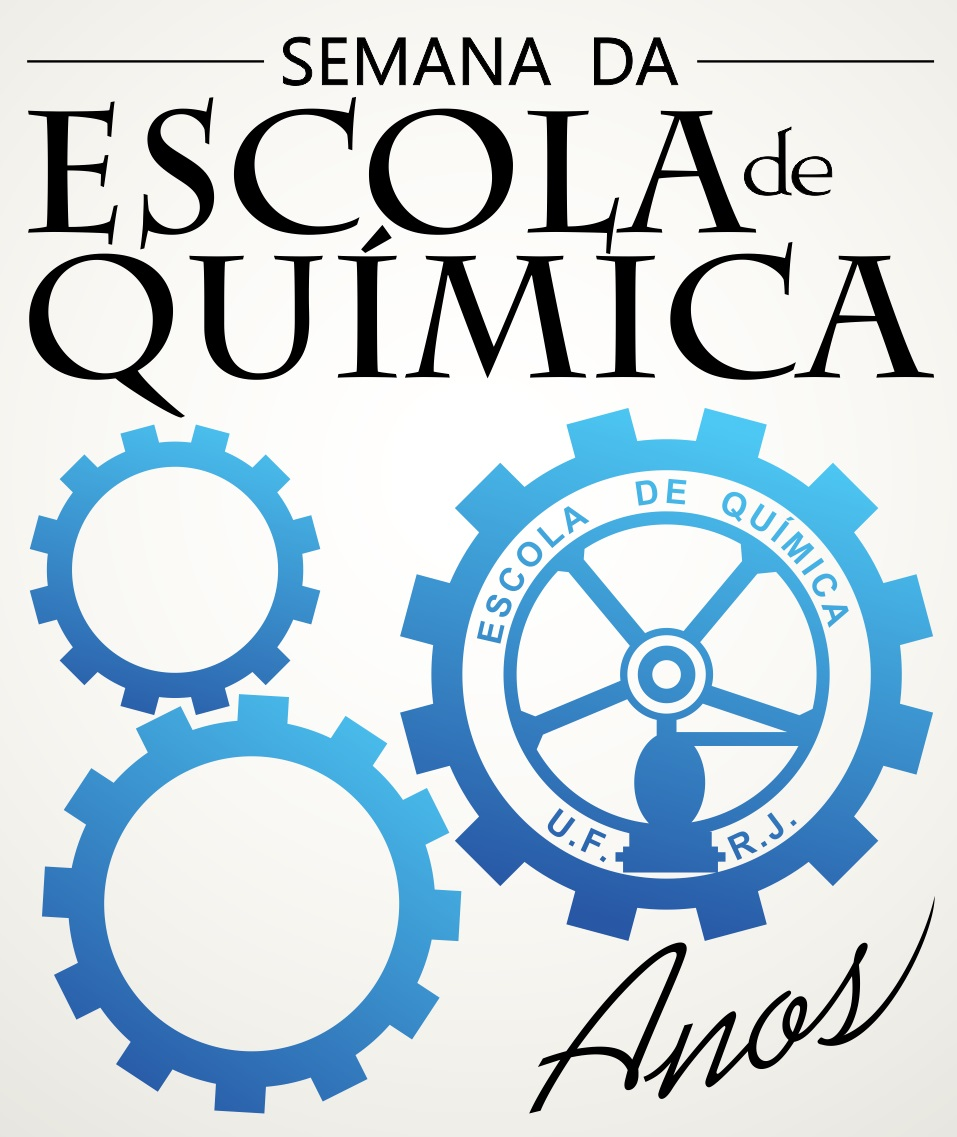
Identidade visual da 80ª Semana da Escola de Química, ocorrida em 2013

Anita Leocádia Prestes – Química Industrial – 1964
Dora Bria - Engenharia Química - 1982